# 偉祿集團控股
偉祿集團控股有限公司，簡稱偉祿集團，以及偉祿（英語：（港交所：1196），為百慕達註冊公司，由潮州商人林曉輝及蘇嬌華創辦，總部位於香港。
公司前稱昌明投資有限公司，在1962年由雷志先生創立，1997年1月20日在香港交易所主板上市，當時公司稱為昌明控股，主要從事印刷、包裝、財經資訊等行業。2000年掀起科網股熱潮，昌明控股受到追捧，當時公司宣佈由日本著名電子遊戲公司世嘉公司提出收購股權。2001年10月7日昌明控股正式易名為世嘉網絡亞洲。由於科網股爆破，世嘉網絡亞洲沒法持續經營，2001年5月7日由昌明控股原來大股東雷志購回世嘉網絡亞洲股份，改名為昌明投資控股有限公司。
2014年3月昌明投資宣布大股東悉售控股權，涉約53.25%股權，觸發全購要約。聯交所資料顯示，由深圳房地產公司偉祿集團的董事長林曉輝、總裁蘇嬌華，於二月二十六日持有上述股份，每股作價0.7元，涉及總金額近2.36億元，其後昌明投資正式改名為偉祿集團控股有限公司。
2014年8月，偉祿集團成立了合營公司「偉祿汽車零件有限公司」增加了分銷汽車零件業務。11月，林曉輝夫婦以代價2100萬港元收購美林證券有限公司全部股本權益，增加了證券經紀業務。
2016年9月，偉祿集團以最高代價約6000萬港元，收購鵬高國際貿易有限公司60%已發行股本。鵬高國際貿易有限公司持有廣西梧州市通寶再生物資有限公司，主要從事廢棄金屬、塑料的回收、拆解及貿易業務。其後，鵬高國際貿易有限公司改名為偉祿環保產業股份有限公司。
2017年2月12日，偉祿集團宣佈獲納入為恒生港股通指數、恒生港股通中小型股指數和恒生港股通小型股指數，並於3月6日成為深港通港股。
2018年1月，偉祿集團宣佈擬斥資62.2億元人民幣收購位於深圳市龍華區觀瀾偉祿雅苑的商業部分及光明區偉祿科技園，四月收購完成。
2018年12月，偉祿集團宣佈以9600萬元擬收購創越融資有限公司全部股本60%。創越融資為一間於香港註冊成立的有限公司，持有證監會所授出，以進行證券及期貨條例項下第1類（證券交易）、第4類（就證券提供意見），以及第6類（就機構融資提供意見）受規管活動的牌照。
2019年，偉祿環保產業股份有限公司之附屬公司偉祿環保株式會社與津川金屬株式會社已開展合作協議，在日本大阪開設了海外加工及運營站點。
2020年6月，偉祿集團宣佈向先施提出全面收購，並於2021年7月5日正式完成收購事項，其後經特別股東大會投票，偉祿集團主席林曉輝正式成為先施主席。

## 發展起源
偉祿集團由潮汕商人林曉輝及其配偶蘇嬌華女士於2005年1月共同創立，當時主要以深圳市偉祿科技股份有限公司之名從事研發及生產電腦CRT/LCD顯示器、手機等電子產品。後來2011年，集團研發了一款名為“大運UU手機”的電子產品，成为了第26屆世界大學生夏季運動會的電腦類產品特許經銷商。據中國政府官方數據顯示，深圳市偉祿科技股份公司在“2012年中國民營進出口額前500家企業”中排行第12名、 在“2012年中國進出口額前500家企業”排行第169名 ，全年進出口額達至18億多美元；在“2013年中國民營進出口額前500家企業”排行第67名、在“2013年中國進出口額前500家企業”排行第439名，全年進出口額達至8億多美元。

## 業務
- 汽車零件
- 物業投資
- 金融服務
- 商業印刷
- 簽條生產
- 環保產業

## 旗下企業
金融業務
- 偉祿國際金融集团有限公司
- 偉祿亞太證券有限公司
- 偉祿亞太資產有限公司
- 創越融資有限公司
- 偉祿融資服務有限公司
- 前海美林（深圳）融資租賃有限公司
- 美林控股有限公司
- 偉祿財富管理有限公司

汽車零件
- 偉祿汽車零件有限公司
- 廣東偉祿汽車零件有限公司

物業投資或房地產
- 偉祿房地產投資有限公司
- 偉祿置業（深圳）有限公司
- 偉祿商業（深圳）有限公司
- 深圳市偉祿商業控股有限公司
- 深圳市友盛地產有限公司
- 力勁集團有限公司
- 順旺投資有限公司
- 創星興業有限公司
- 冠彰电器（深圳）有限公司
- 惠強控股有限公司
- 華興發展有限公司
- 易利創投有限公司
- 美林國際商業有限公司
- 美林集團控股有限公司
- 榮偉（香港）有限公司
- Citybest Global Limited
- Realord Investment Enterprises Limited
- Realord (BVI) Enterprises Limited

電子商務
- 前海偉祿跨境電子商務（深圳）有限公司
- 偉祿電子商務有限公司
- 偉祿網路科技（深圳）有限公司

商業印刷
- 資本財經印刷有限公司
- 資本會議服务有限公司

簽條生產
- 振明印刷廠有限公司
- 高品印刷有限公司

環保產業
- 偉祿環保業股份有限公司（偉祿集团占60%权益）
- 偉祿環保株式會社
- 廣西梧州市通寶再生物資有限公司

非上市公司之企業
- 深圳市偉祿集團控股有限公司
- 深圳市美林實業有限公司`
- 深圳市偉祿物業管理有限公司
- 深圳市偉祿實業有限公司
- 深圳市夏浦光電技術有限公司
- 深圳市偉祿建設工程有限公司
- 深圳市前海偉祿資產管理有限公司
- 深圳市偉祿投資控股有限公司
- 深圳市偉祿創興投資合伙企業